# 范大儒
范大儒（1516年—1580年），字子師，號霑南，山東濟南府濱州霑化縣人，明朝政治人物。官至山西布政使司參政。

## 生平
嘉靖十九年（1540年）庚子科山東鄉試第三十五名。嘉靖二十九年（1550年），登庚戌科進士。授湖广均州知州，三十七年升河南歸德府同知，次年夏升山西阳和佥事，是年冬轉參議，分守冀北道兼兵备，四十四年升山西副使，分巡口北道，隆庆初调岢岚道，加升右参政，因患目疾，引疾归。卒年六十五，入祀乡贤祠。

## 家族
曾祖范俊；祖父范魁；父范韶儀，母張氏。具慶下。
孫范元宷，萬曆三十七年己酉科陝西鄉試解元。